# 絮状卷积云
絮状卷积云（学名：Cirrocumulus floccus，缩写： Cc flo )，是卷积云的一种。絮状卷积云由一簇特别小且参差不齐的、形似积云的云块组成。当絮状卷积云相对于观察者的的高度角高于30°时，这些云体的角宽度通常小于1°。絮状云的产生源于该层大气的不稳定。堡状卷积云在云底消散后，也可转化成絮状卷积云。